# Miandrarivo (Faratsiho)
Miandrarivo est une commune rurale de Madagascar, située dans le district de Faratsiho la partie nord de la région Vakinankaratra.